# Padiae
Padiae ist ein osttimoresischer Ort in der Sonderverwaltungsregion Oe-Cusse Ambeno.

## Geographie

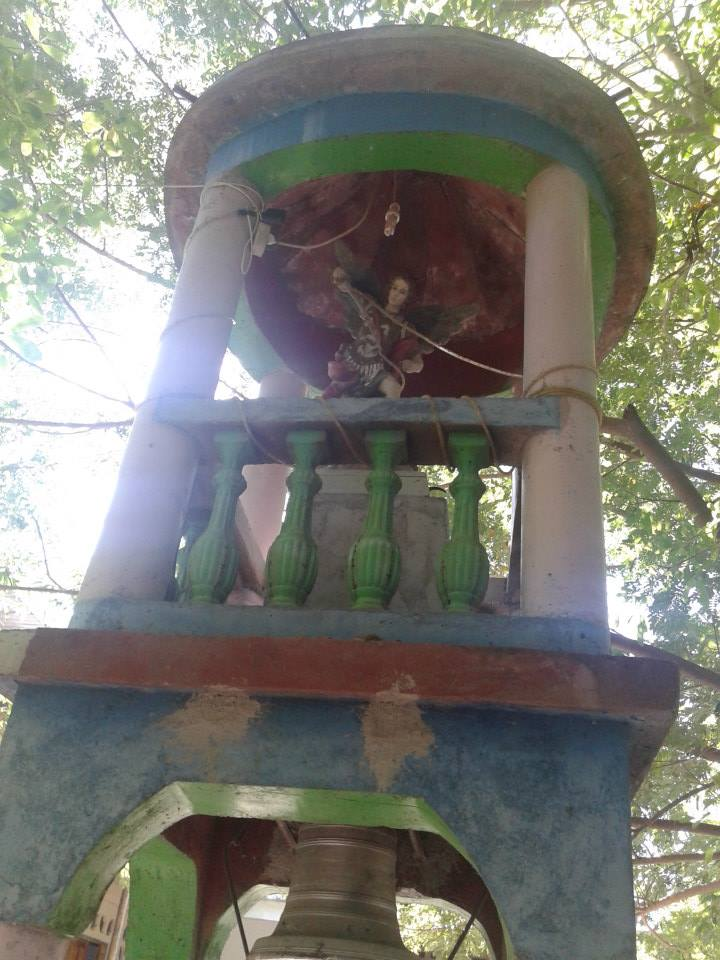
Statue des Heiligen Michaels bei der gleichnamigen Kirche

Padiae liegt im Suco Lalisuc des Verwaltungsamts Pante Macassar, am Ufer des Flusses Tono, auf einer Meereshöhe von 506 m. Der Ort hat den Status einer Aldeia.
Durch den Ort führt die Straße von Pante Macassar nach Pasar Tono und weiter nach Oesilo. In Padiae gibt es eine Vorschule und eine Grundschule (Escola Primaria Padiae).

## Einwohner
Die Bewohner gehören zu der Ethnie der Atoin Meto, welche die Bevölkerungsmehrheit im Westen der Insel Timor stellt.

## Wirtschaft
Der Ortsname „Padiae“ leitet sich aus dem malaiischen Wort „padi air“ ab, was „Reisfeld“ bedeutet. Grund sind die lokalen Reisfelder, die zu den fruchtbarsten der Gemeinde gehören.
Der Ort ist für seinen starken Palmwein Sopi bekannt.